# Dani Koren
Dani Koren (hebrejsky: דני קורן) byl izraelský politik a poslanec Knesetu za Stranu práce.

## Biografie
Narodil se 19. ledna 1945. Sloužil v izraelské armádě, kde dosáhl hodnosti kapitána (Seren) v pěších a dělostřeleckých jednotkách. Účastnil se bojů o Jeruzalém během šestidenní války roku 1967. Vystudoval ekonomii a politologii v bakalářském cyklu a politologii v magisterském cyklu na Hebrejské univerzitě a získal doktorát z oboru vládních studií na London School of Economics.
Jeho otcem byl politik Jicchak Koren, švagrem je politik Moše Nisim.

## Politická dráha
Předsedal organizaci Globes Institute for International Business Studies, zasedal ve vedení Yitzhak Rabin Center. Pracoval v úřadu někdejšího ministra zahraničních věcí Jigala Alona, byl členem izraelské delegace v OSN a členem vyjednávacího týmu Izraele v EHS. Byl předsedou správní rady letecké firmy Sun D'or, působil v orgánech společnosti Hahuzot Hof a ve vedení Izraelského olympijského výboru. Byl také ředitelem basketbalového týmu Hapoel Tel Aviv B.C. Publikoval četné knihy a studie na téma izraelského politického systému.
V izraelském parlamentu zasedl po volbách do Knesetu v roce 2003, v nichž nastupoval za kandidátní listinu Izraelská strana práce-Mejmad. Mandát ale získal až dodatečně jako náhradník, koncem ledna 2006, tedy pár měsíců před koncem volebního období. Nahradil poslance Avrahama Jechezk'ela, jenž na svůj mandát rezignoval. Do práce Knesetu se výrazněji nezapojil. Kandidoval ve volbách do Knesetu v roce 2006, ale mandát nezískal.